# Montes (Campo Lameiro)
Montes (llamada oficialmente San Isidro de Montes) es una parroquia del municipio español de Campo Lameiro, en la provincia de Pontevedra, Galicia.

## Toponimia
La parroquia también es conocida por el nombre de San Isidro A. de Montes.

## Historia
Hacia mediados del siglo XIX, el lugar, por entonces referido como una feligresía, tenía contabilizada una población de 804 habitantes. Aparece descrito en el undécimo volumen del Diccionario geográfico-estadístico-histórico de España y sus posesiones de Ultramar de Pascual Madoz con las siguientes palabras:

MONTES (San Isidro): felig. en la prov. de Pontevedra (3 1/2 leg.), dióc. de Santiago (7), part. jud. de Caldas de Reyes (3 1/4), ayunt. de Campo (1 1/4). sit. á la falda del monte Porrido en terreno quebrado y pendiente; la combaten casi todos los vientos; el clima es húmedo, y las enfermedades comunes, fiebres biliosas y nerviosas. Comprende los l. de Bugarin, Cuiña, Fornelos, Parada, Sarrapio y San Isidro, que reunen 171 casas, escuela de primeras letras frecuentada por 36 niños, cuyo maestro se halla dotado de los fondos de una obra pia; y algunos manantiales en la poblacion y en el térm., de cuyas aguas frecas y delgadas se surten los vec. La igl. parr. (San Isidro) es aneja de la de Santiago de Morillas: el cementerio está en el atrio de dicha igl. Tambien hay 4 ermitas á saber: la de San Pedro en el l. de Paradas, la de San Blas en el de San Isidro, la de San Lorenzo en el de Sarrapio, y la de Sta. Teresa en el de Bugarin. Confina el térm. N. felig. de Quireza y Castro; E. Morillas; S. Sacos, y O. Campo: estendiéndose 1 3/4 leg. de N. á S. y 1 1/4 de E. á O. Pasa por dicho término el r. Vedra el cual nace en Sotelo de Montes y al llegar á Sarrapio se le reune otro riach. llamado Quireca sobre el que está el puente denominado Pedre. Este riach. baña por la der. los l. de Sarrapio, San Isidro y Parada, y por la izq. los de Pedre Sta. Maria y San Jorge de Sacos, y da impulso á distintos molinos harineros. El terreno es pizarroso, de granito y de mediana calidad: comprende el mencionado monte Porrido que solo produce tojos y helechos; algunos prados artificiales, robledales y castaños. Ademas de los caminos locales hay uno transversal que conduce á Baños de Cuntis, y otro que va á la cap. del part., los cuales estan poco practicables por ser áspero y quebrado el terreno. prod.: maiz, centeno, patatas y castañas; se cria ganado vacuno, lanar y cabrío; hay caza de perdices, conejos y algunas liebres, y pesca de truchas. ind.: la agricultura, molinosharineros, carpinteria, canteria y otros oficios mecánicos. pobl. 171 vec., 804 alm. contr. con su ayunt. (V.)
(Madoz, 1848, p. 552)

## Organización territorial
La parroquia está formada por tres entidades de población:
- Fornelos
- Parada
- San Isidro

## Demografía
| Gráfica de evolución demográfica de Montes entre 2000 y 2023 |
|                                                              |
| Datos según el nomenclátor publicado por el INE.             |

## Patrimonio
- Iglesia de San Isidro.[8]